# Ninja Spirit
 (août 2016).
Si vous disposez d'ouvrages ou d'articles de référence ou si vous connaissez des sites web de qualité traitant du thème abordé ici, merci de compléter l'article en donnant les références utiles à sa vérifiabilité et en les liant à la section « Notes et références ».
Ninja Spirit (最後の忍道 - Saigo no Nindou) est un jeu vidéo d'action et de plates-formes développé et édité par Irem sur borne d'arcade Irem M-72 en 1988. Il a été ensuite porté sur différentes plates-formes.